# Polyscias weinmanniae
Polyscias weinmanniae är en araliaväxtart som först beskrevs av Henri Ernest Baillon, och fick sitt nu gällande namn av Hermann August Theodor Harms. Polyscias weinmanniae ingår i släktet Polyscias och familjen araliaväxter. Inga underarter finns listade.